# Boyes Hot Springs
Boyes Hot Springs är en ort (CDP) i Sonoma County, i delstaten Kalifornien, USA. Enligt United States Census Bureau har orten en folkmängd på 6 656 invånare (2010) och en landarea på 2,7 km².